# Rinorea acutidens
Rinorea acutidens är en violväxtart som beskrevs av M. Brandt. Rinorea acutidens ingår i släktet Rinorea och familjen violväxter. Inga underarter finns listade i Catalogue of Life.